# Václav Snítil
Václav Snítil (1. března 1928 Hradec Králové – 19. července 2015 Praha) byl český houslista a hudební pedagog.

## Životopis
Václav Snítil vyrůstal v hudebním prostředí. Od osmi let získával základy houslové hry od Anny Serbouskové a již jako desetiletý účinkoval s otcovou Sokolskou filharmonií. V roce 1942 zaujal houslového virtuosa a pedagoga Jaroslava Kociana, u něhož studoval hru na housle až do profesorovy smrti v roce 1950. Souběžně studoval skladbu u Vítězslava Nováka (1946–49). V roce 1953 absolvoval u profesora Jaroslava Pekelského na AMU.
Krátce působil jako koncertní mistr v Armádní opeře a v činoherním orchestru Národního divadla v Praze.
Jako sólista uvedl houslové koncerty Roberta Schumanna, K. A. Hartmanna (české premiéry) a další stěžejní díla houslové literatury. Pravidelně vystupoval na Pražském jaru. V jeho repertoáru je i řada děl soudobých skladatelů (I. Krejčího, V. Kalabise, L. Bárty, V. Sommera, J. Srnky), z nichž některá mu byla připsána. Českou soudobou hudbu propagoval na svých turné v zahraničí, například v Japonsku.
Věnoval se také komorní hře. Byl členem Vlachova kvarteta (1957–1970), které spoluzakládal, působil ve Smetanově triu a v letech 1975–1988 byl uměleckým vedoucím a primáriem Českého noneta. Od konce padesátých let do roku 1969 byl houslistou souboru Ars rediviva. Jako komorní hráč i sólista uskutečnil řadu nahrávek, spolupracoval s rozhlasem a televizí.
Od roku 1964 byl profesorem pražské AMU. K jeho nejvýznamnějším žákům patřili např. Václav Hudeček, Jaroslav Svěcený a Pavel Šporcl.
Byl porotcem mezinárodních interpretačních soutěží a docentem mistrovských kurzů. Byl čestným předsedou poroty Kocianovy houslové soutěže v Ústí nad Orlicí.
Za vynikající výkony v oboru interpretace mu byl udělen titul Zasloužilý umělec (1978) a další vyznamenání. V roce 1998 byl jmenován čestným občanem rodného Hradce Králové a v roce od prezidenta republiky převzal Medaili Za zásluhy druhé stupně.